# Trường vô hướng

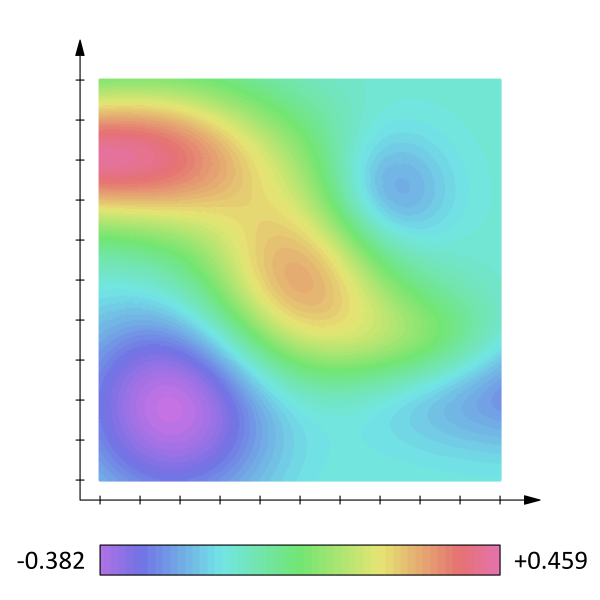
Một trục tọa độ với các thang màu như một ví dụ trừu tượng về trường vô hướng

Trong toán học và vật lý, trường vô hướng gán tương ứng một giá trị vô hướng (có thể là toán học trên định nghĩa, hay vật lý) cho mọi điểm trong không gian. Trường vô hướng được dùng trong vật lý, ví dụ để xác định sự phân bố nhiệt độ trong không gian, hoặc áp suất không khí. Trong toán học, hoặc cụ thể hơn, trong hình học vi phân, tập hợp những hàm số được định nghĩa trên một đa tạp quyết định các vòng giao hoán hàm số.
Tương tự như khái niệm của lượng vô hướng trong toán học giống như trong vật lý, trường vô hướng trong hình học vi phân cũng giống như, về phương diện lý thuyết, trường vô hướng (không định lượng) trong vật lý.
Giả sử có miền D trong không gian Oxyz trên đó xác định hàm số:
u=u(x,y,z).                                          (1)
khi đó ta nói đã cho một trường vô hướng trong miền D. Nếu u(x,y,z) biểu thị nhiệt độ tại điểm M(x,y,z) thì ta nói đã cho trường vô hướng nhiệt độ, nếu u(x,y,z) biểu thị áp suất chất lỏng hoặc chất khí ta nói đã cho trường vô hướng áp lực,....
- Trường vô hướng (thuyết trường lượng tử)